# ألف فالنتاين
ألف فالنتاين (28 أبريل 1930 بكينغستون في جامايكا - 11 مايو 2004 في الولايات المتحدة) (بالإنجليزية: Alf Valentine)‏ هو لاعب كريكت جامايكي. شارك مع منتخب الهند الغربية للكريكت.

## وصلات خارجية
- ألف فالنتاين على موقع إي آس بي آن كريك إنفو (الإنجليزية)